# Académie des arts de Königsberg
L'académie des arts de Königsberg (Kunstakademie Königsberg) est une école des beaux-arts située à Königsberg, en province de Prusse-Orientale, qui exista de 1838 à 1945.

## Historique
C'est en 1838 que le roi de Prusse émet un ordre de cabinet pour la création d'une école des beaux-arts dans la capitale de la Prusse-Orientale. Celle-ci succède à l'école d'art et de dessin fondée en 1790. Elle s'installe dans ses nouveaux locaux en 1841 au 57 de la Königstraße, à l'initiative de Theodor von Schön qui fait inscrire sur l'édifice la phrase suivante: Artium operibus condendis et artficibus instituendis. Elle ouvre le 1er septembre 1845 et son premier directeur est le peintre d'Histoire Ludwig Rosenfelder qui dirige l'établissement jusqu'en 1881. Celui-ci se trouve d'abord à la Königstraße, puis déménage en 1916 à Rathshof, quartier occidental de la ville dans un nouvel édifice bâti par Friedrich Lahrs et qui existe toujours actuellement en tant qu'école secondaire. Le bâtiment de la Königstraße abrite alors une école d'art et d'arts appliqués.
Le principal enseignement de l'académie consiste en ceux de la peinture de genre et de paysages. La plupart de ses professeurs sortent de l'académie des arts de Berlin, dont l'un des plus fameux de l'époque, Maksymilian Piotrowski, longtemps professeur de sculpture sur plâtre et moulages, ou Robert Trossin (de) pour la gravure.
Les professeurs et leurs élèves exposent leurs œuvres, non seulement à Königsberg, mais aussi à Berlin, Paris, Cracovie, Breslau ou Posen. Certains sculpteurs issus de cette école, comme Stanislaus Cauer, Friedrich Reusch, ou Walter Rosenberg, ont une grande renommée dans toute la Prusse, surtout avec leurs statues et monuments de Königsberg ou ailleurs.
Friedrich Lahrs est mis à la retraite à l'arrivée du nouveau pouvoir en 1933. L'académie cesse formellement d'exister à l'arrivée des Soviétiques en janvier 1945, après que la ville eut été détruite par les bombardements anglo-américains à l'automne précédent. La plupart des dessins et œuvres de maîtres appartenant à l'académie (tels que Michel-Ange, Boissier, Albani, etc.) sont transférés à Moscou à l'été 1945 au musée Pouchkine. Seules 139 pièces ont été répertoriées aujourd'hui. Celles qui avaient été envoyées à l'ouest auparavant, ou qui sont de la main d'artistes issus de l'académie, sont aujourd'hui visibles au musée de Königsberg de Duisbourg.

## Professeurs
- August Behrendsen (de)
- Eduard Bischoff (de)
- Alfred von Brühl (de)
- Fritz Burmann (de)
- Stanislaus Cauer
- Arthur Degner (de)
- Ludwig Dettmann
- Norbert Dolezich (de)
- Kurt Frick (de)
- Hermann Gemmel
- Otto Heichert
- Friedrich Lahrs
- Franz Marten (de)
- Edmund May (de)
- Emil Neide (de)
- Alfred Partikel (de)
- Richard Pfeiffer (de)
- Maksymilian Piotrowski
- Friedrich Reusch
- Ludwig Rosenfelder
- Max Schmidt
- Rudolf Siemering
- Carl Steffeck
- Robert Trossin (de)
- Franz Xaver Wimmer (de)
- Hans Wissel (de)
- Heinrich Wolff (de)

## Élèves

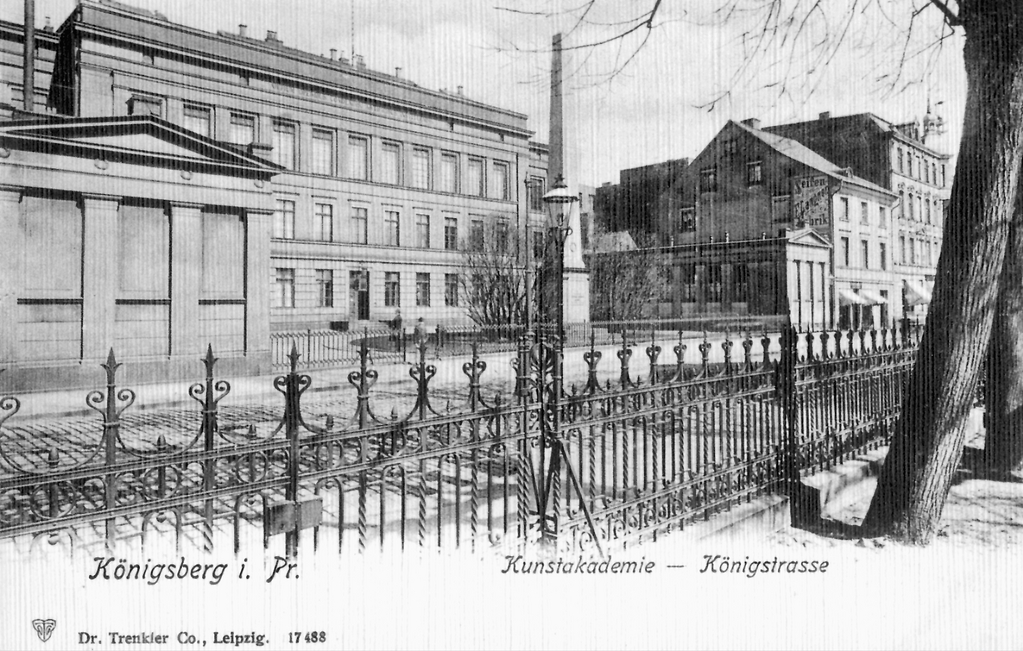
Ancienne carte postale représentant le bâtiment de la Königstraße

- Joachim Albrecht (de)
- Eduard Anderson (de)
- Hubert Berke
- Theo von Brockhusen
- Lovis Corinth
- Emil Doerstling (de)
- Pranas Domšaitis (de)
- Karl Eulenstein (de)
- Adolf Hering
- Adalbert Jaschinski (de)
- Eduard Kado (de)
- Alexander Kolde (de)
- Käthe Kollwitz
- Hilde Leest (de)
- Max Lindh (de)
- Lothar Malskat
- Ernst Mollenhauer (de)
- Helene Neumann (de)
- Waldemar Rösler (de)
- Otto Rohse (de)
- Carl Scherres (de)
- Fritz Szalinski (de)
- Walter Rosenberg